# 알렉산드르 알렉산드로프 (작곡가)

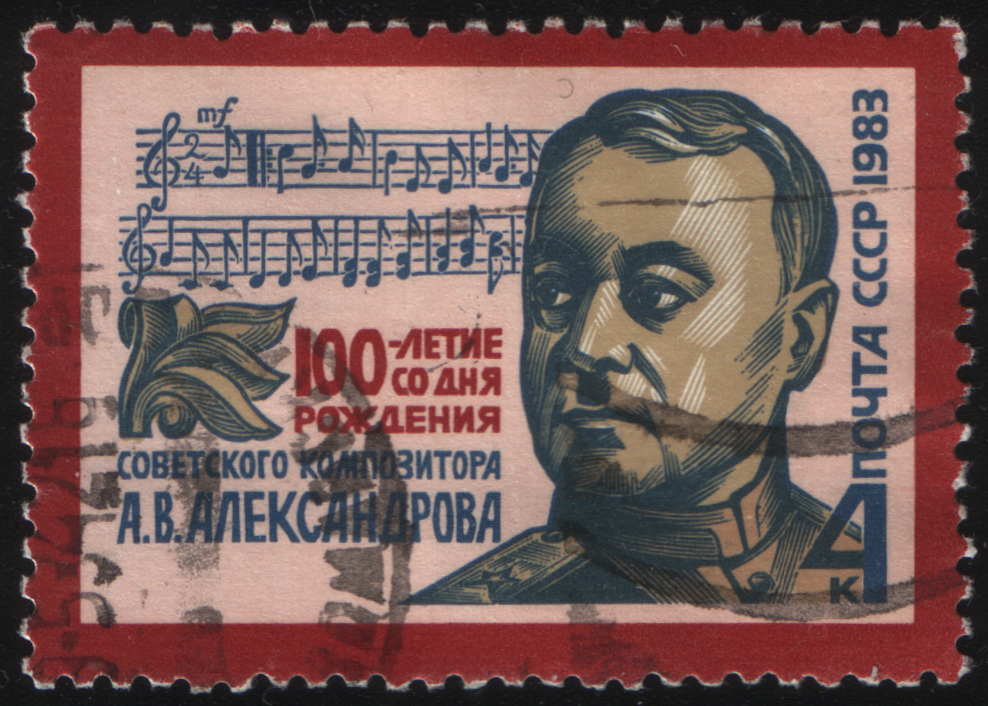
알렉산드로프 탄생 100주년 기념 우표

알렉산드르 바실리예비치 알렉산드로프(Александр Васильевич Александров, 1883년 4월 13일 ~ 1946년 7월 8일)는 소련의 작곡가이자, 합창단 지휘자이자, 합창단 수장이며, 교육자이다.
그는 소련 인민 예술가 (1937), 1급 스탈린상 2회 수훈자 (1942, 1946), 예술학 박사 (1940), 모스크바 음악원 교수 (1922), 육군 소장(1943) 등을 거쳤다. 그는 또한 러시아 연방 국가의 멜로디로 공인된 소비에트 연방의 국가를 작곡한 사람이다.

## 생애
알렉산드르 알렉산드로프는 1883년 1월 13일에 플라히노의 마을에서 소농의 자식으로 출생했다. 1891년에 그는 카잔 대교회당 합창단에 들어가 노래하게 되는 상트페테르부르크로 이주하였다. 1897년에는 황실 교회 성가대의 생도가 되었다가, 1900년에 선창자가 되어 생도를 졸업했다. 그러나, 상트페테르부르크의 음악원에서 활동하는 사이인 1902년에 질병과 심각한 금전상의 형편으로 인해 공부를 중단해야만 했고, 대교회당 선창자로서, 또한 철도 학교나 기술 학교에서의 합창법 때문에 교사로서 일했던 볼로고예로 떠나야만 했다. 그는 1906년부터 트벨에서 합창단 수장으로 일하면서 음악 학교를 조직하고 영도했다. 이때, 그는 «죽음과 삶»이라는 교향곡과 교향시를 썼다. 1909년에 그는 모스크바 음악원에서 공부를 계속했는데, 그는 1913년에 작곡 수업까지 마치고, 1916년에는 성악 수업까지 마친다.
1918년에는 모스크바 음악원의 강사로 초청되었다 (1922년부터는 교수로 제직). 1918년부터 1922년까지 그는 구세주 그리스도 대성당의 선창자로 일했고, 1925년부터 1929년까지는 학장이자 합창 교육과 강좌장으로 일했는데, 1929년에서 1936년 사이에는 군 지휘자 학부의 부학장도 역임하게 된다. 1919년과 1930년 사이에는 스크랴빈 음악 전문학교에서 작곡, 합창 성악 강사를 지냈으며, 동시에 실내 극장 합창단 수장 (1922~1928), 스타니슬라브스키와 Vl. I. 네미로비치-단첸코 모스크바 격식 음악 극장 고문과 모스크바 격식 합창단 지휘자를 지냈다 (1928~1930).
그는 1928년에 F.N. 다닐로비치와 P.I. 일린과 공동으로 실제 소비에트 연방 전역과 일련의 외국들을 돌아다녔고, 1937년에 파리의 만국 박람회에서 그랑프리를 획득하게 된 붉은 군대 가무 앙상블을 창단했다. 대조국전쟁 시기에 그는 유명한 노래들인 «성전», «행군으로! 행군으로!», «불파의 또한 전설의 노래 (소련군 찬가)», 기타 등등을 창작했다.
1943년에 스탈린은 국가가 모든 대중을 단결시키고, 대중을 나치 침략자들과의 전투로 고무하도록 자신의 국가(國歌), 노래를 가지는 것은 당연하다고 결론을 내렸다. 알렉산드로프는 자신의 «볼셰비키 당가»를 기초로 1944년서부터 공식적으로 소련 국가가 되는 장엄한 선율을 창작했다. 가사는 G.A. 엘-레긴스탄과 S.V. 미할코프에 의해 쓰여졌고, 부분적으로 I.V. 스탈린 자신이 교정을 했다. 이 선율은 또한 2000년부터의 러시아 국가에서 나타난다.
알렉산드르 바실리예비치는 앙상블이 유럽 투어를 돌 적인 1946년 7월 8일에 베를린에서 사망하였다. 그의 시신은 모스크바에 위치한 노보데비치 묘지에 안치되었다.

## 음악에 대한 기여
자신의 앙상블에 일상적, 실내적, 연극적, 종교적이고 군인적인 러시아 창가의 전통들을 결합시킨 A.V. 알렉산드로프는 본국의 합창단을 국제적인 전문 무대로 이끌어갔다. 독창가들과 남성 다성부 합창단으로 이루어진 혼성 오케스트라는 교향악적이고 민족적인 기악 편성들로 만들어지고, 그들의 무용극은 인정받아지며, 세계에서 가장 뛰어난 앙상블 중 하나로 남아있다. 알렉산드로프 합창단원의 표본을 따라 러시아 내에서와 해외에서 군인들은 군 음악과 무용 앙상블의 인원으로 조성되어 일하는 중이다. 다른 국가 민요들을 다루는 법에 대한 공동 연구회는 알렉산드로프 앙상블 단원들에 의해 이뤄진다.

## 표창 목록

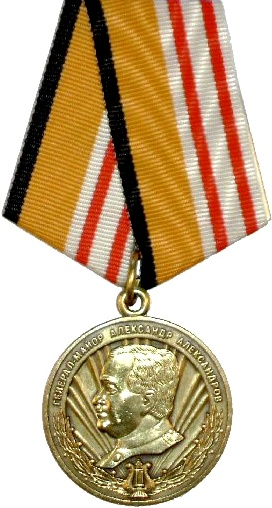
러시아 연방 국방부 «알렉산드르 알렉산드로프 소장 메달»

- 러시아 소비에트 연방 사회주의 공화국 공훈 예술가 (1933)[4]
- 레닌 훈장 (1943) — 탄생 60주년과 창작 활동 40주년 기념과 관련 있다.
- 노동 적기장 (1939)
- 적성장 (1935)
- «모스크바 방위에 대한» 메달
- «1941~1945년까지의 대조국전쟁에서 대독 전승에 대한» 메달
- «1941~1945년까지의 대조국전쟁에서 영웅적인 노동에 대한» 메달
- 백사자장 3급 (체코슬로바키아, 1946)
- 스탈린 상 1급 (1942) — 붉은 군대의 군가들과 볼셰비키 당 찬가에 대하여 수상
- 스탈린 상 1급 (1946) — 음악회 업무와 연주 업무에 대하여 수상
- 소련 인민 예술가 (1937)[5][6][7]

## 가족
자식들로는 다음과 같은 이들이 있다.
- 보리스 알렉산드로비치 알렉산드로프 (1905~1994) — 작곡가, 지휘자, 교육자, 소련 인민 예술가 (1958), 레닌상 1급 수상자 (1978) 이자 스탈린상 1급 수상자 (1950), 사회주의 노력 영웅 (1975), 육군 소장 (1973), 1946년부터 1986년까지 알렉산드로프 앙상블의 책임자, 예술 교관이자 주요 지휘자.
- 블라디미르 알렉산드로비치 알렉산드로프 (1910~1978) — 작곡가, 지휘자, 러시아 공훈 예술인 (1960), 러시아 공훈 예술가 (1949), 알렉산드로프 앙상블의 교관이자 지휘자 (1942~1968).
- 알렉산드르 알렉산드로비치 알렉산드로프 (1912~1942) — 작곡가, 지휘자, 알렉산드로프 앙상블의 교관 (1938~1942).
- 유리 알렉산드로비치 알렉산드로프

## 그에 대한 기념
- A.V. 알렉산드로프의 이름이 그가 조직한 알렉산드로프 앙상블에 수여되었다.
- 랴잔 주 플라히노 마을 안의 학교는 그의 이름을 지닌다.[8]
- 국가 음악회장 «알렉산드로프»는 그의 이름을 지닌다.[9]
- 2003년에 고향의 음악가로서 플라히노 마을 안에서 반신상이 세워지고 박물관이 열렸다.[10]
- 모스크바의 «별의 거리»에 그의 기념표가 세워졌다.
- 애국적인 주제를 가진 작품들 중 가장 훌륭한 것을 표창하기 위해서 문화부와 작곡가 협회, 국방부에 의해 알렉산드로프 금메달과 은메달(«알렉산드르 알렉산드로프 소장» 메달)이 제정되었다.
- 다수의 러시아 음악원들에서 알렉산드로프 장학금을 제정했다.
- 그가 살았던 집에는 기념 석판이 세워졌다.[11]
- 알렉산드로프 탄생 130주년이였던 2013년 4월 13일에, 오늘날 앙상블이 주재하는 모스크바의 광장 앞 젬레델체스키 길 20번 집 앞 가원(街園)에서 그를 위한 기념비가 공개되었다. (조각가는 알렉산드르 타라트이노프이고, 건설자는 미하일 코르시이다.)[12]
- 2014년에 랴잔의 붉은 군대 거리의 가원에서, 그를 위한 기념비가 공개되었다. 지금은 가원이 "알렉산드로프 가원"이라는 이름으로 저절로 불리고 있다.

## 1929~1946년 사이에서 가장 유명한 작품들
- Гимн пятилетки «산업 건설 5개년 계획 찬가»
- Бронепоезд «장갑열차»
- Забайкальская «바이칼을 위한 노래»
- Бейте с неба, самолёты «비행기들이여, 하늘에서 싸워라»
- Гимн партии большевиков «볼셰비키 당 찬가» - 소련 국가의 전신
- Винтовка «소총»
- Кантата о Сталине «스탈린에 대한 칸타타»
- В поход! В поход! «행군으로! 행군으로!»
- Вспомним-ка товарищи «동지들이여, 회상하라»
- Священная война «성전»
- Ударом на удар «공격에서 공격으로»
- За великую землю Советскую «위대한 소비에트 대지를 위하여»
- Песнь о Советском Союзе «소비에트 연방에 대한 노래»
- Слава Советскому Союзу «소비에트 연방에 영광을»
- 25 лет Красной Армии (Несокрушимая и легендарная) «붉은 군대 25주년 (불파의 또한 전설의 노래)»
- Песня к Родине «조국에 대한 노래»
- Гимн СССР «소련 찬가» - 소련 국가
- Славься Советская наша страна «우리의 소비에트 국가에 영광이 있으리라»
- Цвети, Советская страна «소비에트 국가여, 번영하라»
- Наша гвардия «우리의 근위대»
- Песня победы «승리의 노래»
- Поэма об Украине «우크라이나에 대한 시»[13],[14].
- Сторонка родная «친애하는 나라»
- Песня о маршале Рокоссовском «로코소프스키 원수에 대한 노래»
- Торжественная победная кантата «승리 기념의 칸타타»
- Святое Ленинское знамя «신성한 레닌의 깃발»

## 기악곡, 오페라와 교회 음악
- «Смерть и жизнь», 교향시 (1911년).
- «Симфония fis-moll» 3장의 교향곡 (1912년).
- «Смерть Ивана Грозного», A.K. 톨스토이 대본의 3막 오페라 (1913년, не окончена).
- «Соната для скрипки и фортепиано» (첫 번째 편집 — 1913년, 두 번째 편집 — 1924년).
- «Концерт для хора в четырёх частях» (1917년).
- «Христос воскресе», 합창단, 오케스트라, 오르간과 독창가들을 위한 시 (1918년).
- «Хвалите имя Господне»

## 같이 보기
- 알렉산드로프 앙상블
- 소비에트 연방의 국가

## 서적
- В. Крылов «Композитор Александров. Под небом рязанским рождён» Издательство: Литера. ISBN 978-5-906008-02-2; 2013 г.